# Histoire du portrait
L'histoire du portrait est fortement liée à celle de la représentation de l'individu. Cette notion de sujet dans l'art occidental se construit tout au long de l'histoire de l'art, mais aussi de l'histoire de l'Homme. Cependant l'histoire de la représentation de l'individu s'accompagne aussi de l'évolution de la définition du portrait.
Au sens de la peinture et de notre temps, le portrait est « une image représentant un ou plusieurs êtres humains qui ont réellement existé, peinte de manière à transparaître leurs traits individuels ». On distingue aussi le portrait de l'autoportrait, qui malgré une histoire pratiquement commune connaît une évolution différente. Le portrait est témoin de la naissance de la notion de sujet dans la peinture.
L'art du portrait remonte à l'Antiquité mais c'est à la Renaissance qu'il connaît son expansion et se définit clairement par la même occasion. La peinture flamande marque une réelle rupture dans l'histoire de l'art mais surtout dans l'histoire du portrait. Elle montre une évolution des esprits. Il s'agit de la découverte de l'individu en tant que tel. Le temps permet d'approfondir la technique de représentation mais aussi la perception du portrait et de l'individu. L'histoire du portrait dépend aussi du contexte théologique, philosophique et social de chaque époque.

## Le portait antique: des Égyptiens à l'empire romain

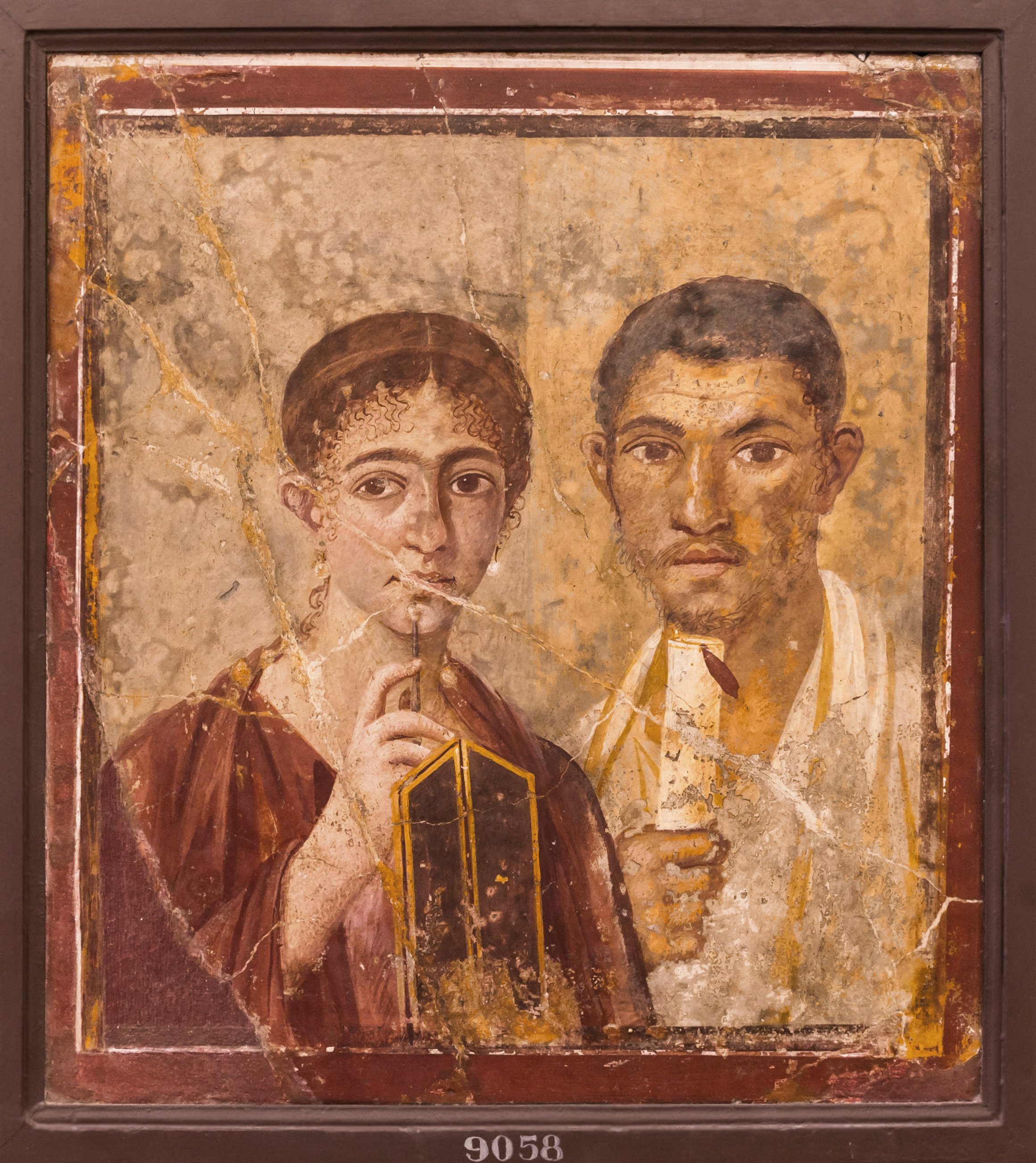
Fresque de Pompéi représentant le boulanger Terentius Neo et son épouse (Portrait dit de Paquius Proculus)

L'époque antique est une période où l'existence du portrait est méconnue, mais elle est bien présente même si elle n'existe pas en tant que genre en peinture.

### Egypte antique
On attribue le premier portrait aux artistes de l'Ancien Empire égyptien. Cependant il n'a pas le sens qu'on lui donne aujourd'hui puisqu'il est dédié aux morts et aux dieux, et n'est donc pas réalisé pour être vu par les vivants.
Dès l'Ancien Empire, des personnages influents se font construire des tombeaux à l'intérieur des pyramides royales. Les peintures y sont omniprésentes et réservées aux dieux et au roi. La taille des personnages peints dépend de leur position sociale. La tête et le corps sont représentés de profil, mais l'œil reste de face ainsi que les épaules. Les couleurs ne sont pas non plus appliquées au hasard, elles suivent un code spécifique. Cependant même si les peintures des chapelles funéraires étaient visibles, elles sont destinées au monde spirituel. Néanmoins, Akhenaton fit réaliser un portrait de ses filles ; on assiste alors, ici, à la première tentative d'individualisation.
Ensuite, aux premier et deuxième siècle de notre ère, existent les portraits du Fayoum. Il s'agit d'une série de portraits du Fayoum en Égypte, qui étaient généralement placés sur la tête des momies. Cela permet de faire une représentation des populations de l'Égypte romaine. Le portrait se répand et occupe une place plus importante dans l'art et le quotidien.

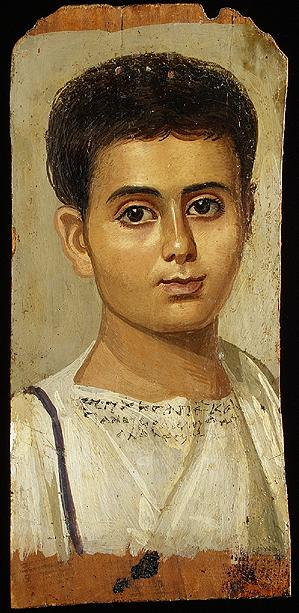
Portrait funéraire d'un jeune homme, IIe siècle, Fayoum, Egypte. Conservé au MET de New York.

Dans les autres civilisations peu de peintures ont survécu. Concernant le monde grec, qui se compose de la Grèce, les Cyclades, les îles de la mer Égée, la Crète et la côte d'Asie mineure, on ne retrouve que quelques traces de peintures. Cependant, les sources littéraires sont abondantes et témoignent de cet art dans lequel les dieux grecs ont une apparence humaine et où le corps humain occupe une grande place. L'âme de l'individu est prise en compte lors de sa représentation[Comment ?], le corps n'étant pas suffisant pour faire un portrait. Il existe alors deux grandes catégories de portraits : 
- ceux relevant de l'art funéraire qui s'adresse aux individus ayant fréquenté le défunt et qui joue le rôle de commémoration et de souvenir,
- ceux relevant de l'art glorificateur, réservé à ceux qui ne connaissent pas le représenté, ce que Pline l'Ancien expliquait : « Par cet art les nobles étaient encore plus nobles ». Ce type de portrait se multiplie rapidement et s'étend même aux moins célèbres. Ainsi entre -40 et -75, Terentius Neo et son épouse (propriétaires d'une boulangerie) sont peints tout comme les grands personnages. On admet que cette fresque est le premier portrait européen au sens moderne de la définition.

### Rome et empire romain
Sous la République et l'Empire romain, les portraits des hommes de pouvoir (sénateurs, consuls, puis empereurs) sont fréquents dans l'espace public, principalement en sculpture et sur les pièces de monnaie. Même si elle s'inspire de la sculpture grecque, la sculpture romaine a ses particularités comme l'invention du buste, et la démocratisation du portrait. Dès le IIe siècle av. J.-C., des portraits de la fin de la République romaine sont sculptés sur des corps copiés d'après le nu héroïque de tradition grecque. Or, les portraits à l'époque de la République romaine montrent des visages creusés de rides, des crânes chauves, des nez talés, non dans un souci de réalisme ou de ressemblance, mais pour donner chair aux idéaux aristocratiques de severitas, gravitas, frugalitas (au moment même où le luxe venu des conquêtes orientales déferle sur Rome). Comme dans les civilisations égyptienne et grecque, les Romains utilisent le portrait pour orner leur sarcophage. Le portrait des ancêtres est également présent dans les villa et les domus romaines. Avec l'Empire, les statues des empereurs permettent à ces derniers d'assurer une présence symbolique dans les grandes villes : l'une des plus célèbres est celle d'Auguste de Prima Porta. La statue équestre de Marc-Aurèle est sans doute la statue équestre la plus ancienne, en tout cas elle est la seule de la Rome antique qui soit parvenue jusqu'à nous. Elle servira de modèle à de nombreux souverains en Europe, et jusqu'en Amérique du Nord (statues à cheval de George Washington par exemple).
Pour tout lecteur averti en quête d'approfondissements : le portrait romain a abondamment été traité par les historiens de l'art Allemand ; les communications françaises restent, quant à elles, rares et difficile d'accès. Les seuls spécialistes français reconnus (et qui me viennent en tête) sont Jean-Charles Balty & Emmanuelle Rosso.

### L'expansion du christianisme et le rejet de l'individu
Les portraits grecs sont aussi témoins de la naissance du christianisme et ainsi de la fin du monde antique. L'empire romain s'étend de la Grande-Bretagne à l'Égypte, de l'Espagne à la mer Noire et il se fonde alors un système politique, et une pensée chrétienne qui se diffuse et l'emporte au IVe siècle.
Le christianisme ouvre le débat sur la représentation de l'individu. Ainsi deux thèses s'opposent : l'une affirme que Dieu, non matériel ne peut être représenté par une image matérielle, et l'autre, soutient que le Christ s'est incarné et a donc sanctifié l'apparence humaine. Or, c'est l'interdiction de la représentation du divin qui l'a emporté, et donc l'interdiction de décorer les églises avec des statues ou des peintures représentant des êtres humains. Les artistes doivent seulement peindre les scènes sacrées.
Le portrait connaît donc une période de déclin après le Ve siècle, les artistes ne s'attachant plus à la perfection dans la représentation du corps humain comme chez les Grecs.

## Moyen Âge: le portrait disparaît puis renaît

### XIIIeetXIVesiècles: réflexions autour de l'individu, retour du portrait
Il faut attendre presque mille ans après ce déclin pour que l'individu au cœur du portrait soit réellement reconnu. On parle alors de laisser une plus grande liberté, autonomie entre ici-bas et l'au-delà pour permettre de s'attacher davantage aux apparences et aux traits individuels et originels des individus.
Guillaume d'Ockham (1285-1347) est l'un des premiers à avoir théorisé et conçu cette séparation du monde. Selon lui, il faut séparer la foi et la raison pour que la peinture puisse évoluer.
L'individualité qui se développe dans la peinture est tout d'abord présente dans la littérature, qui montre la ligne de conduite. Par exemple Christine de Pizan écrit pour les femmes sur les femmes dans La cité des dames. Ici l'auteur est aussi individu et sujet. Il s'agit de faire une description de la vie contemporaine de l'époque. Les enluminures sont aussi très répandues. Les artistes cultivent cette idée de représenter avec fidélité. La Flandre est le berceau de cet art. Les artistes du XIIIe siècle ne se contentent plus de répéter les modèles fournis par les recueils de motifs en les adaptant à leurs sujets. En effet même si le pape Grégoire permet aux artistes d'exercer leur métier, la peinture demeure très codifiée et réglementée. Ils veulent rendre plus émouvants et naturels les tableaux. Les artistes commencent alors à se passer des modèles plus traditionnels pour choisir plus librement.

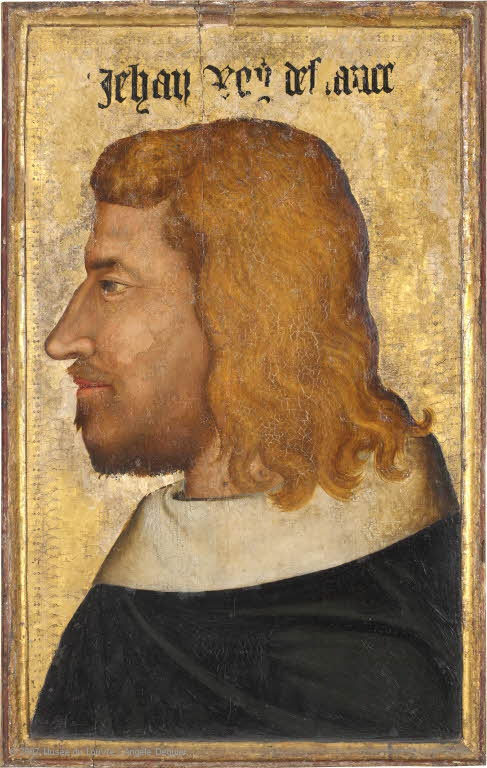
Anonyme, Portrait de Jean II le Bon, XIVe siècle, Louvre, Paris.

Après une période de stagnation, sans grande découverte certains artistes se démarquent par un style nouveau et une attention particulière qui annonce un bouleversement. Des tableaux semblent être peints pour eux-mêmes et non sous le prétexte d'une commande. Il apparaît alors des portraits indépendants, comme par exemple le portrait de Jean II le Bon exposé au musée du Louvre et peint entre 1349 et 1364. Quelques années avant, Simone Martini témoigne aussi d'un changement avec son œuvre Saint Louis de Toulouse dans lequel on voit le côté novateur dans la représentation. Le portrait de Laure que nous ne connaissons pas puisqu'aujourd'hui disparu, est selon Pétrarque une œuvre remarquable d'après nature. D'autres peintres marquent cette révolution qui se passe.

## XVeetXVIesiècles: le portrait à l'époque de la Renaissance
Des changements qui se caractérisent surtout par la recherche de nouvelles formes, expériences et la réelle découverte de l'individuel. L'Europe du Nord, l'Italie, la Flandre et la France sont les centres artistiques où tous ces bouleversements s'opérèrent.
Cependant des différences se dégagent très rapidement entre la Flandre et l'Italie qui sont les deux pôles artistiques les plus influents.
- La Flandre s'enrichit d'un art réaliste qui individualise
- L'Italie s'attache à un réalisme qui généralise.

Ce qui témoigne aussi de ce bouleversement ce sont le nombre de commanditaires présents qu'il s'agisse de nobles, de princes, de corporations ou d'autorités civiles et religieuses.
Il existe aussi deux catégories d'artistes:
- les employés à la cour d'un grand comme le peintre Paul de Limbourg ou Jan Van Eyck
- Ceux qui s'établissent en ville comme Robert Campin et Rogier van der Weyden

### Les Frères de Limbourg
Originaires d'une famille d'artistes travaillant pour le comte Jean Ier de Berry, ils bénéficient ainsi d'une haute protection. Cela leur permet de pratiquer leur art en toute liberté. Ils ont une grande connaissance de la peinture septentrionale et de la peinture italienne.
Les Très Riches Heures du duc de Berry est le chef-d'œuvre qu'on leur attribue. Donc avec ces enluminures, les frères de Limbourg témoignent d'une manière toute nouvelle de représenter la nature et d'y intégrer des compositions de personnage. Ceci est très important pour l'évolution de la peinture européenne. L'art devient l'art de la vision. Dans cette œuvre, il admet aussi la vision du temps qui passe en osant peindre la nuit. Ils caractérisent aussi l'unité de l'instant grâce aux ombres, qui dévoilent le caractère individuel. Selon Otto Pächt « pour la première fois depuis l'Antiquité, les choses cessaient d'être visibles en elles-mêmes; elles devenaient visibles parce qu'une certaine lumière les éclairait » 
On comprend alors la motivation réaliste de ces artistes. Panofsky dans les Primitifs Flamands explique « qu'il déguise les symboles sous l'aspect d'objets réels. Cela implique des associations de contiguïté »
Ensuite pour approfondir la technique et surtout pousser le réalisme, les artistes s'intéressent alors à la perspective, comme moyen de créer une fenêtre dans laquelle on observe le monde. C'est à partir du XIVe siècle que la notion d'individu, donc l'évolution du portrait, est plus perfectionnée. Le portrait est tout d'abord isolé par la perspective puis la reproduction est fidèle. L'artiste doit alors étudier la nature et appliquer à ces peintures les résultats des observations.

### Robert Campin
Cet artiste n'hésite pas à intégrer à la vision réaliste l'existence de l'individu. Robert Campin (1378-1444), dit le Maître de Flémalle, peint par exemple un artisan au milieu de son atelier. Cela marque un changement car il s'agit d'une représentation d'un homme ordinaire dans un instant du quotidien. Campin tente dans chacun de ses portraits de saisir l'identité propre et originale de l'individu, en poussant la précision aux moindres détails. Il fait aussi ressortir l'individu en dégageant plusieurs plans dans son tableau. Cela donne plus d'autonomie à chacun des objets et de l'individu.
Campin est un personnage important dans l'histoire de l'art pour comprendre comment la peinture flamande s'est peu à peu libérée de la tradition et tournée vers l'individualisation.

### Jan van Eyck
Jan Van Eyck (1390-1441) est l'artiste dont les découvertes sont décisives pour la représentation de l'individu. Il perfectionne et élève davantage la peinture. Il ne rompt pas radicalement avec la tradition. Il exploite les procédés innovés par les frères de Limbourg ou Campin et les conduit à un tel point de perfection qu'il marque une rupture avec l'art médiéval. Son style est à l'opposé de celui de Campin. Ce dernier est plus rigide et plastique tandis que Jan van Eyck est fluide et réaliste. Sa peinture montre la réalité reconstituée ou inventée.
On connaît de lui une quinzaine de tableaux signés ou datés, les autres lui sont attribués par hypothèse. Son plus ancien est l'agneau Mystique que son frère Hubert a commencé, et qu'il a terminé en 1432. Maîtrisant parfaitement la composition du tableau qu'il rend cohérent, il se dégage une harmonie grâce à un effet d'ensemble. Les matières et les objets l'intéressent particulièrement. Il faut souligner l'importance du soin qu'il apporte à ses œuvres. Une patience dans l'observation qui le rend exceptionnel dans son art. Il ajoute détails sur détails et obtient ainsi une illusion pratiquement parfaite de la réalité et des traits individuels, dans ses portraits. Selon Todorov « il nous amène a dépasser l'image, à nous figer à notre tour devant ce monde devenu image ». L'individu peintre est aussi présent. Il s'affirme dans ses peintures. Il dirige volontairement notre regard et s'introduit même parfois dans son propre tableau par le reflet du miroir.

### Rogier van der Weyden

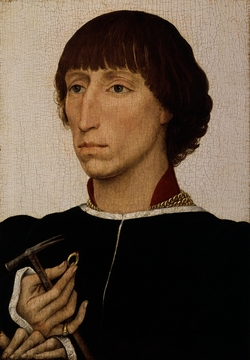
Rogier van der Weyden, Portrait de François d'Este (1450), MET, New York.

Rogier van der Weyden (1399-1464) élève de Campin, adopte un style plus unifié et dramatique dans ses portraits. Il connaît et maîtrise parfaitement l'art de la représentation en mouvement pour qu'il nous montre un fragment du monde. Ainsi contrairement à Jan Van Eyck, qui ne s'attache qu'à la réalité, Weyden accorde une place plus importante à l'esthétique. Il crée une harmonie entre cette volonté de réalisme et une certaine esthétique. Selon Panofky « il subordonne le naturalisme de détail à son dessein surnaturaliste ». Il s'attache aux impressions du visible.
Les peintres travaillent ensuite suivant un exemple de van Eyck ou celui de van der Weyden. Petrus Christus (1444-1473) développe un style qui se rapproche plus de Jan Van Eyck. C'est le premier à appliquer la perspective de manière rigoureuse. Hans Memling (1433-1494) propose, lui, de faire la synthèse des deux exemples. Avec le goût des détails, il crée une composition harmonieuse et esthétique.

### Rayonnement de l'art flamand et la rencontre avec l'Italie
Le portrait prend alors tout son sens à partir du XIVe siècle et XVe siècle. Les peintres flamands créent une technique de représentation des individus qui est le résultat d'innovations successives. On arrive donc à une exigence réaliste en Flandre que l'on ne retrouve pas dans les autres régions du monde à cette époque. Le rayonnement de la Flandre est sans égal mis à part l'Italie. Le XVe siècle est une époque de transformations profonde en Europe.
L'Italie se révèle davantage à partir du XVe siècle où elle dévoile des œuvres et artistes qui révolutionnent eux aussi la peinture et l'art de la représentation de l'individu. Au XIVe siècle, Giotto est le premier à rompre avec la tradition byzantine. Giotto s'intéresse énormément à la nature et la prend comme modèle ; il est très sensible à la profondeur pour donner une illusion de réalité. La puissance plastique de ses portraits atteint une intensité inégalée jusqu'alors. Il traduit les sentiments humains, les gestes, les expressions, c'est un grand observateur.
Les livres richement enluminés de Borso d'Este et de Frédéric de Montefeltro sont ornés des figures de leurs commanditaires et dédicataires. Au Quattrocento, le portrait individuel s'affranchit du manuscrit et devient un genre artistique à part entière. Il est très demandé par les princes condottieres qui y voient, comme pour les médailles, un instrument particulièrement efficace de leur mise en scène du pouvoir. Les portraits sont offerts comme cadeaux diplomatiques ou en gage d'affection aux serviteurs loyaux. Le prince et son épouse aiment s'entourer de leur image et de celle de leurs favoris. Les portraits de groupe servent à exprimer et à renforcer la hiérarchie de la vie de cour.

## Le portrait au siècle de Louis XIV (XVIIesiècle)
En France, au XVIIe siècle, l'Académie royale de peinture et de sculpture, fondée en 1648, fait de la peinture de portrait une spécialité inférieure à celle de la peinture d'histoire, qui représente les grands sujets religieux et politiques. Les meilleurs artistes s'en détournent, jusqu'à la fin du siècle, pour se consacrer à des ouvrages d'imagination pour lesquels la ressemblance n'est pas nécessaire.
Avec la monarchie absolue se développe le portrait allégorique, dont les rois de la Maison de Bourbon ont utilisé les codes pour représenter leur pouvoir. C'est également l'époque où les portraits équestres se multiplient dans les villes, en particulier à Versailles et à Paris.

## Le portrait au siècle des Lumières (XVIIIesiècle)
De grands artistes tels que Fragonard, Vigée-Lebrun, David, Duplessis, ont produit des portraits. Au-delà du réalisme des traits, c'est le caractère et la personnalité que l'on cherche à reproduire.
La Révolution française amène les bourgeois à se faire représenter en portrait.

## Le portrait auXIXesiècle

### Avènement et succès du portrait en photographie
L'invention de la photographie au milieu du XIXe siècle trouve immédiatement un débouché dans la réalisation de portraits. L'intervention de l'artiste garantit la ressemblance par la mise en scène et la capacité à diriger le sujet, pour qu'il adopte une attitude familière, de nature à le faire reconnaître ; car ce n'est pas parce que le procédé est entièrement physico-chimique que l'image est un portrait, c'est-à-dire évoque la personne représentée. À l'époque, les personnes posant pour un portrait photographique doivent parfois rester une minute devant l'objectif ; c'est moins que les heures de pose pour un peintre, mais plus astreignant, car dans cet intervalle, il faut rester aussi immobile que possible. Les plus puissants se font également photographié : ainsi, durant le Second Empire, les photos de l'empereur Napoléon III et de l'impératrice Eugénie de Montijo se diffusent grandement.

### Le portrait bourgeois
Avec la Révolution industrielle, la bourgeoisie connait une ascension sociale et politique durant tout le XIXe siècle. Cette classe sociale s'enrichit et désire témoigner de sa réussite, notamment au travers des portraits peints. Portrait de l'épouse, portraits de famille envahissent les murs des demeures bourgeoises, des bustes sont placés dans les vestibules et les jardins.